# Cheikh El Mokrani
Cheikh El Mokrani, de su nombre completo Mohammed el-Hadj el-Mokrani o Mohammed Ben Hadj Ahmed El Mokrani· (en cabilio : Lḥaǧ Muḥend At-Meqqran, ⵍⵃⴰⴵ ⵎⵓⵃⴰⵏⴷ ⵏ ⵃⵎⴷ ⵏ ⴰⵜ ⵎⵇⵕⴰⵏ ), nació en 1815 en Aït Abbas, murió en 1871 en Oued Souflat; cerca de Bouira, su padre, Cheikh Ahmed El-Mokrani era un califa de la región de Medjana. Tuvo un papel importante en la Revuelta cabila de 1871 con Cheikh Ameziane El-Haddad, el jefe de la hermandad de los Rahmania, su hermano Bou-Mezrag El-Mokrani y su primo El Hadj Bouzid. De una familia de alto rango,fue un líder orgulloso, murió en combate en 1871, murió de un tiro en la frente.

## La dinastía de los Mokrani

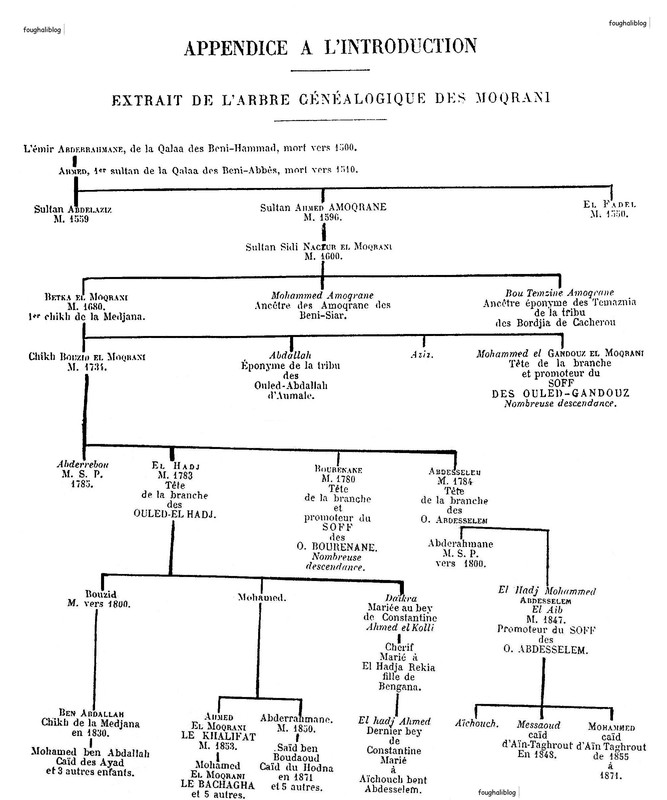
Árbol genealógico del Reino de Labes

Los Mokrani vienen del Reino de Labes, descienden del sultán Hafsíe, Abbou El Abbés Abdelaziz.
El nombre Mokrani viene de la palabra bereber Amokrane ("Grande", "Jefe"), título convertido en un nombre dinástico gracias a Ahmed Amokrane.

## Su padre, Ahmed Mokrani
El padre de Mohammed fue Ahmed Mokrani (fallecido en 1853), fue líder de los Beni Abbes de 1831 hasta 1853.

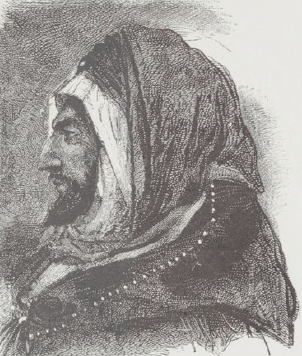
El padre de Cheikh Mokrani, Ahmed El Mokrani

Sobrino del Abdallah ben Bouzid Mokrani (fallecido en 1830), Ahmed Mokrani era un rival de un pariente lejano Abdesslam (fallecido en 1847), khalifa del Abdallah, quien ocupó el trono entre 1830 y 1831. Ahmed Mokrani se alió con el bey de Constantina, Ahmed Bey y logró vencer a Abdesslam, quien fue hecho prisionero. Abdesslam escapó al momento de la tomada de Constantina por los franceses en 1837, y tomó el control del llano de la Medjana, Ahmed se mantiene en la ciudadela de los Bibans, la Kalâa de los Beni Abbes.
Abdesslam obtuvo del emir Abd el-Kader, en ese tiempo en tregua con los franceses, el título de khalifa de la Medjana. Ahmed estableció una alíanza con las autoridades francesas, quienes le reconocieron como el khalifa de la Medjana.
La reanudación de la guerra por Abd el-Kader permitió a Ahmed derrotar a Abdesslam en 1841.
En 1845, una ordenanza real aclaró la situación : fue nombrado khalifa de la Medjana. Murió en abril de 1853 en París, durante una visita por invitación de Napoleón III.

## La Revuelta cabila de 1871

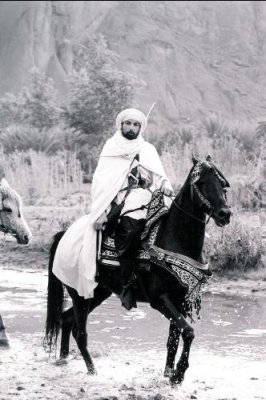
Mohammed el Keblouti, líder de la Revuelta en Souk Ahras

En enero de 1871, Mohammed El Keblouti Ben Tahar era el líder del movimiento armado en Souk Ahras.
El 8 de abril de 1971, la llamada a las armas fue lanzada por Cheikh Ameziane El-Haddad, líder de la Hermandad de los Rahmaniyya. Entre 80 000 y 100 000 combatiente tomaron las armas.